# Arrow (phim truyền hình)
Arrow là một phim truyền hình Mỹ được phát triển bởi nhà văn/nhà sản xuất Greg Berlanti, Marc Guggenheim, và Andrew Kreisberg. Nó được dựa trên các nhân vật DC Comics Mũi tên xanh một trang phục tội phạm máy bay chiến đấu được tạo ra bởi Mort Weisinger và George Papp. Được công chiếu tại Bắc Mỹ trên The CW vào ngày 10 tháng 10 năm 2012, với truyền hình quốc tế diễn ra vào cuối năm 2012. Chủ yếu quay tại Vancouver, British Columbia, Canada, hàng loạt các tỷ phú sau ăn chơi Oliver Queen (Stephen Amell), người trở lại năm năm sau bị mắc kẹt trên một hòn đảo thù địch, trở về nhà để chống tội phạm và tham nhũng là một cảnh vệ bí mật mà vũ khí của sự lựa chọn là một cây cung và mũi tên. Không giống như trong truyện tranh, Oliver Queen không mang bí danh "Green Arrow" cho đến khi mùa giải thứ tư.
Bộ phim có một cái nhìn mới về nhân vật Green Arrow, cũng như các nhân vật khác từ vũ trụ DC Comics. Mặc dù Oliver Queen/Green Arrow đã được đặc trưng trong các phim truyền hình Thị trấn Smallville từ năm 2006 đến năm 2011, các nhà sản xuất quyết định bắt đầu sạch sẽ và tìm thấy một diễn viên mới (Amell) để miêu tả các nhân vật. Mũi tên tập trung vào nhân tính của Oliver Queen, và làm thế nào anh đã được thay đổi bởi thời gian bị đắm tàu trên một hòn đảo. Hầu hết các tập phim có cảnh hồi tưởng lại năm năm mà Oliver đã mất tích.

## Diễn viên và nhân vật
- Stephen Amell trong vai Oliver Queen / The Arrow / Green Arrow
- Katie Cassidy trong vai Laurel Lance/ Black Canary
- David Ramsey trong vai John Diggle / Spartan
- Willa Holland trong vai Thea Queen / Speedy
- Susanna Thompson trong vai Moira Queen
- Paul Blackthorne trong vai Thám tử Quentin Lance
- Emily Bett Rickards trong vai Felicity Smoak / Overwatch
- Colton Haynes trong vai Roy Harper / Arsenal
- Manu Bennett trong vai Slade Wilson / Deathstroke
- John Barrowman trong vai Malcolm Merlyn / Dark Archer
- Echo Kellum trong vai Curtis Holt